# Dick Kaart
Dick Kaart (Haarlem, 10 juni 1930 - aldaar, 7 februari 1985) was een Nederlands jazztrombonist.

## Leven en werk
Het leven van Dick Kaart heeft vanaf zijn vroege jeugd in het teken van muziek gestaan. Al spoedig ontstond zijn belangstelling voor de trombone. In zijn geboortestad kon hij musiceren met (later) grote namen als Harry Verbeke, Cees Smal, Ruud Brink en Han Brink. Ook Dick’s broer Désiree voegt zich bij deze namen. Dick had tussen 1946 en 1949 van dirigent J.A. Meng al les gekregen op trombone en baritonhoorn en kon ook met notenschrift werken.
Dick’s vader speelde in de harmonie van drukkerij Johan Enschede (Johez) en hoewel hijzelf niet bij dit bedrijf werkzaam was bleek hij zeer welkom met zijn inmiddels verworven schuiftrombone. Daar volgde hij lessen bij D. Leuring, en C v/d Burg. Niet veel later werd hij benaderd door mede-Haarlemmer Rinus van den Broek, trompettist bij The Skymasters, die hem vroeg mee te komen spelen in dit illustere gezelschap. Tussen 1953 en 1959 speelde Dick als beroepsmusicus in de Skymasters en ontwikkelde mede daardoor een uitstekend vakmanschap.
Traditionele jazz had hij ook gespeeld in de Dixieland Wanderers en deze ervaring kwam hem goed van pas toen Dick gevraagd werd om in de Dutch Swing College Band de plaats van Wim Kolstee in te nemen. Eind 1959 zou dit orkest de beroepsstatus aannemen hetgeen veranderingen in de samenstelling tot gevolg had. Al zeer snel werd Kaart een zeer gewaardeerd musicus in kringen van traditionele jazz. Zijn solistische bijdragen en speciale techniek werden alom geprezen. De welbekende intro met tromboneglissando van de herkenningsmelodie werd onder het beheer van Dick beduidend langer en hierdoor werd onder het publiek de groeiende spanning voelbaar. Solistisch maakte Kaart van de Basin Street blues zijn handelskenmerk. In de jaren 1963-1966 en 1977-1981 stond Kaart in de blazerssectie naast zijn trompetspelende broer Dé Kaart, die in de Dutch Swing College Band de artiestennaam Ray Kaart kreeg.

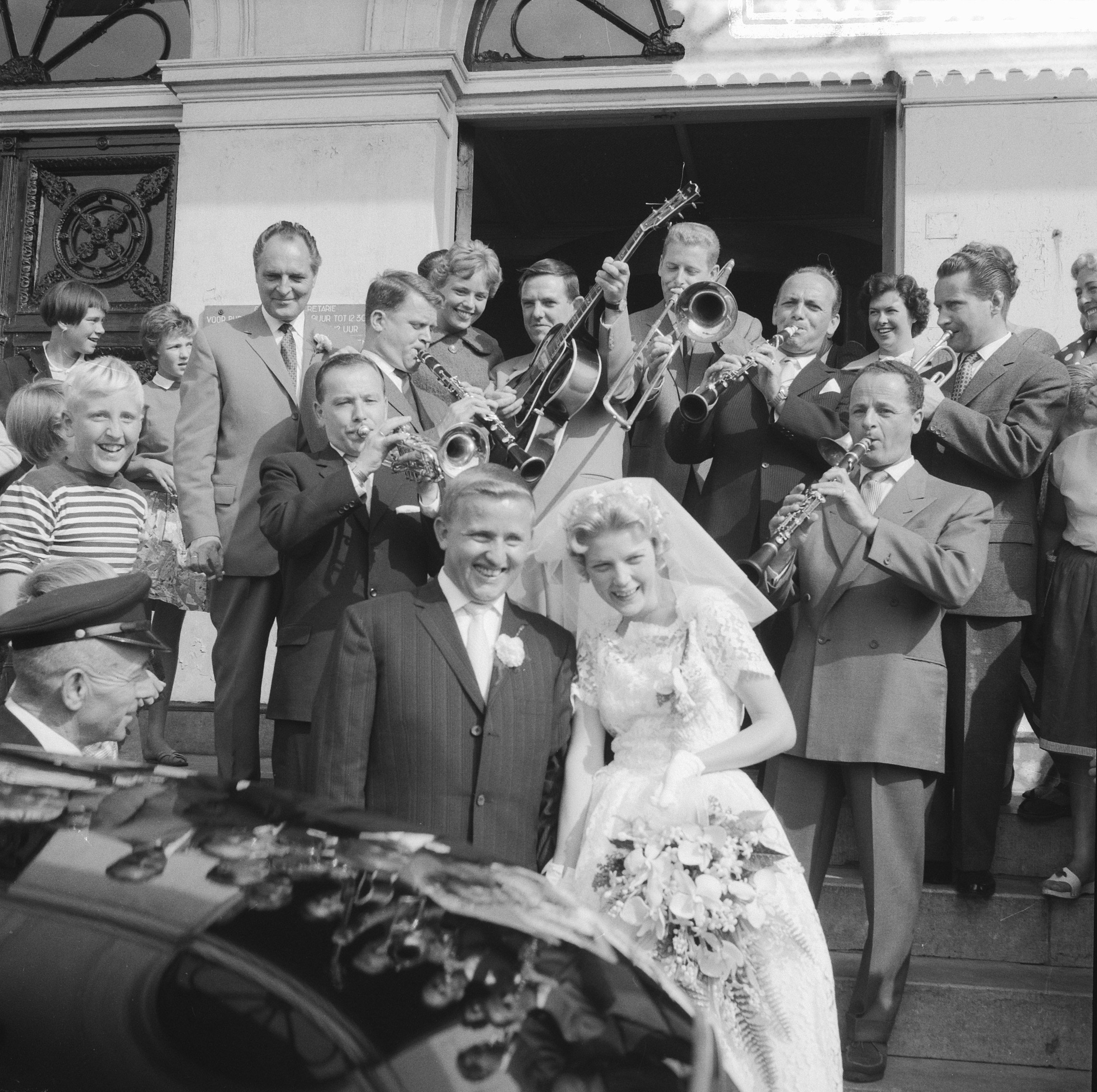
The Skymasters brengen een serenade bij het huwelijk van Dick Kaart en Carry Ansink (1959)

Tijdens zijn periode bij de DSCB concerteerde Kaart in alle werelddelen. Het aantal opgenomen platen en cd’s is enorm. Tijdens de concerten en plaatopnamen speelde Kaart ook met vele grote solisten als o.a. Bud Freeman, Jimmy Witherspoon, Joe Venuti, Johnny Meyer, Albert Nicholas, Nelson Williams, Rita Reys, Teddy Wilson, Wild Bill Davison, Billy Butterfield, Urbie Green en Trummy Young.
Wat weinig vermeld wordt is dat Kaart de techniek verstond om de tonen op trombone te laten 'stuiteren'. Bij deze techniek lijkt het erop alsof de secunden, tertsen en kwarten rond de bedoelde noot in een zeer snel tempo heen en weer rollen. Niet alleen is een krachtige embouchure bepalend voor het kunstje, maar meer nog lipvibratie, licht doch met veel volume op het mondstuk aangeblazen, die dat wonderlijke 'stuiteren' mogelijk maken. Opvallend genoeg wordt deze techniek eigenlijk alleen op de trombone toegepast, dus misschien speelt een snelle trek- en duwbeweging van de coulisse ook een rol. Ook andere trombonisten beheersen de techniek, terwijl sommige zeer goede trombonisten het nooit leren.
Naast het werk met de DSCB was Dick Kaart ook een veelgevraagd musicus voor allerlei samenstellingen, waaronder het Metropole Orkest, veelal voor radio- of tv-werk en ook als speciale solist bij allerhande orkesten. Ondanks verschillende aanbiedingen bleef Kaart de Dutch Swing College Band trouw.
In 1983, bij Dick Kaart had zich inmiddels een serieus gezondheidsprobleem geopenbaard, moest hij zich noodgedwongen enkele maanden laten vervangen. Helaas moest in de periode daarna vaker een beroep worden gedaan op een vervanger voor Dick. In juni 1984 maakte hij zijn laatste plaatopname met de DSCB. Op 17 december 1984 werd ten huize van orkestleider Peter Schilperoort Dick’s 25-jarig jubileum als orkestlid gevierd. Niet lang daarna was ziekenhuisopname noodzakelijk. In het Elisabeth Gasthuis te Haarlem overleed Dick Kaart op slechts 54-jarige leeftijd.